# Малая Оврия
Малая Оврия — река в России, протекает по территории Сосновецкого сельского поселения Беломорского района и Боровского сельского поселения Калевальского района Калевальского района Карелии. Устье реки находится в 6 км по правому берегу реки Оврии. Длина реки — 15 км.

## Данные водного реестра
По данным государственного водного реестра России относится к Баренцево-Беломорскому бассейновому округу, водохозяйственный участок реки — Кемь от Юшкозерского гидроузла до Кривопорожского гидроузла. Речной бассейн реки — бассейны рек Кольского полуострова и Карелии, впадает в Белое море.